# Supercup (Handballturnier) 1998
Der Supercup 1998 war die zehnte Austragung des Supercups im Handball der Männer. Das für November 1997 geplante Turnier mit acht teilnehmenden Nationalmannschaften fand vom 10. März bis 15. März 1998 in Deutschland statt. Das Finale wurde in der Hanns-Martin-Schleyer-Halle in Stuttgart ausgetragen.

## Vorrunde

### Gruppe A
| Pl. | Land        | Sp. | S | U | N | Tore    | Diff. | Punkte |
| --- | ----------- | --- | - | - | - | ------- | ----- | ------ |
| 1.  | Deutschland | 3   | 2 | 1 | 0 | 073:610 | +12   | 5      |
| 2.  | Frankreich  | 3   | 2 | 0 | 1 | 080:600 | +20   | 4      |
| 3.  | Kroatien    | 3   | 1 | 1 | 1 | 076:640 | +12   | 3      |
| 4.  | Rumänien    | 3   | 0 | 0 | 3 | 041:850 | −44   | 0      |

| 10. März 1998 | Frankreich | 28:21 | Kroatien | Ludwigshafen |
| 10. März 1998 | (18:8)     |       |          | Ludwigshafen |
| 10. März 1998 |            |       |          | Ludwigshafen |

| 10. März 1998 | Deutschland | 23:16 | Rumänien | Ludwigshafen |
| 10. März 1998 | (9:12)      |       |          | Ludwigshafen |
| 10. März 1998 |             |       |          | Ludwigshafen |

| 11. März 1998 | Frankreich | 30:12 | Rumänien | Ludwigshafen |
| 11. März 1998 | (15:7)     |       |          | Ludwigshafen |
| 11. März 1998 |            |       |          | Ludwigshafen |

| 11. März 1998 | Deutschland | 23:23 | Kroatien | Ludwigshafen |
| 11. März 1998 | (13:14)     |       |          | Ludwigshafen |
| 11. März 1998 |             |       |          | Ludwigshafen |

| 13. März 1998 | Kroatien | 32:13 | Rumänien | Karlsruhe |
| 13. März 1998 | (18:7)   |       |          | Karlsruhe |
| 13. März 1998 |          |       |          | Karlsruhe |

| 13. März 1998 | Deutschland | 27:22 | Frankreich | Karlsruhe |
| 13. März 1998 | (14:9)      |       |            | Karlsruhe |
| 13. März 1998 |             |       |            | Karlsruhe |

### Gruppe B
| Pl. | Land            | Sp. | S | U | N | Tore    | Diff. | Punkte |
| --- | --------------- | --- | - | - | - | ------- | ----- | ------ |
| 1.  | BR Jugoslawien  | 3   | 2 | 1 | 0 | 079:700 | +9    | 5      |
| 2.  | Russland        | 3   | 2 | 1 | 0 | 078:690 | +9    | 5      |
| 3.  | Deutschland (B) | 3   | 1 | 0 | 2 | 066:740 | −8    | 2      |
| 4.  | Schweden        | 3   | 0 | 0 | 3 | 071:810 | −10   | 0      |

Anmk.: Die BR Jugoslawien gewinnt die Gruppe aufgrund der mehr erzielten Tore gegenüber Russland, nachdem Punkte, direkter Vergleich und Tordifferenz keine Entscheidung brachten.
| 10. März 1998 | Russland | 24:24 | BR Jugoslawien | Rundsporthalle, Ellwangen |
| 10. März 1998 | (11:13)  |       |                | Rundsporthalle, Ellwangen |
| 10. März 1998 |          |       |                | Rundsporthalle, Ellwangen |

| 10. März 1998 | Deutschland (B)                  | 24:22   | Schweden                        | Rundsporthalle, Ellwangen Schiedsrichter: Kalin, Koric |
| 10. März 1998 | meiste Tore: Achim Schürmann (6) | (15:10) | meiste Tore: Stefan Lövgren (6) | Rundsporthalle, Ellwangen Schiedsrichter: Kalin, Koric |
| 10. März 1998 | Spielbericht                     |         |                                 | Rundsporthalle, Ellwangen Schiedsrichter: Kalin, Koric |

| 11. März 1998 | Russland                     | 25:22  | Schweden                         | Hohenstaufenhalle, Göppingen Zuschauer: 1.800 Schiedsrichter: Bülow, Lübker |
| 11. März 1998 | meiste Tore: Igor Lawrow (6) | (13:9) | meiste Tore: Johan Petersson (7) | Hohenstaufenhalle, Göppingen Zuschauer: 1.800 Schiedsrichter: Bülow, Lübker |
| 11. März 1998 | Spielbericht                 |        |                                  | Hohenstaufenhalle, Göppingen Zuschauer: 1.800 Schiedsrichter: Bülow, Lübker |

| 11. März 1998 | BR Jugoslawien | 23:19 | Deutschland (B) | Hohenstaufenhalle, Göppingen |
| 11. März 1998 | (10:9)         |       |                 | Hohenstaufenhalle, Göppingen |
| 11. März 1998 |                |       |                 | Hohenstaufenhalle, Göppingen |

| 13. März 1998 | BR Jugoslawien                  | 32:27   | Schweden                         | Storlach-Halle, Reutlingen Zuschauer: 800 Schiedsrichter: Lienhop, Meuler |
| 13. März 1998 | meiste Tore: Dragan Škrbić (10) | (19:15) | meiste Tore: Andreas Larsson (7) | Storlach-Halle, Reutlingen Zuschauer: 800 Schiedsrichter: Lienhop, Meuler |
| 13. März 1998 | Spielbericht                    |         |                                  | Storlach-Halle, Reutlingen Zuschauer: 800 Schiedsrichter: Lienhop, Meuler |

| 13. März 1998 | Russland | 29:23 | Deutschland (B) | Storlach-Halle, Reutlingen |
| 13. März 1998 | (13:13)  |       |                 | Storlach-Halle, Reutlingen |
| 13. März 1998 |          |       |                 | Storlach-Halle, Reutlingen |

## Platzierungsrunde
| 14. März 1998 | Schweden                        | 29:26   | Kroatien                       | Schleyerhalle, Stuttgart Zuschauer: 800 Schiedsrichter: Gremmel, Gremmel |
| 14. März 1998 | meiste Tore: Stefan Lövgren (6) | (14:13) | meiste Tore: Slavko Goluža (6) | Schleyerhalle, Stuttgart Zuschauer: 800 Schiedsrichter: Gremmel, Gremmel |
| 14. März 1998 | Spielbericht                    |         |                                | Schleyerhalle, Stuttgart Zuschauer: 800 Schiedsrichter: Gremmel, Gremmel |

| 14. März 1998 | Deutschland (B) | 30:20 | Rumänien | Schleyerhalle, Stuttgart |
| 14. März 1998 | (15:10)         |       |          | Schleyerhalle, Stuttgart |
| 14. März 1998 |                 |       |          | Schleyerhalle, Stuttgart |

## Halbfinale
| 14. März 1998 | Frankreich | 24:22 | BR Jugoslawien | Schleyerhalle, Stuttgart |
| 14. März 1998 | (9:12)     |       |                | Schleyerhalle, Stuttgart |
| 14. März 1998 |            |       |                | Schleyerhalle, Stuttgart |

| 14. März 1998 | Deutschland | 24:19 | Russland | Schleyerhalle, Stuttgart |
| 14. März 1998 | (11:10)     |       |          | Schleyerhalle, Stuttgart |
| 14. März 1998 |             |       |          | Schleyerhalle, Stuttgart |

## Finalspiele

### Spiel um Platz 7
| 15. März 1998 | Kroatien | 28:24 | Rumänien | Schleyerhalle, Stuttgart |
| 15. März 1998 | (16:12)  |       |          | Schleyerhalle, Stuttgart |
| 15. März 1998 |          |       |          | Schleyerhalle, Stuttgart |

### Spiel um Platz 5
| 15. März 1998 | Schweden                         | 28:16  | Deutschland (B)                                       | Schleyerhalle, Stuttgart Zuschauer: 3.400 Schiedsrichter: Kalin, Koric |
| 15. März 1998 | meiste Tore: Johan Petersson (6) | (12:9) | meiste Tore: Henning Siemens, Frank von Behren (je 3) | Schleyerhalle, Stuttgart Zuschauer: 3.400 Schiedsrichter: Kalin, Koric |
| 15. März 1998 | Spielbericht                     |        |                                                       | Schleyerhalle, Stuttgart Zuschauer: 3.400 Schiedsrichter: Kalin, Koric |

### Spiel um Platz 3
| 15. März 1998 | Russland | 26:24 | BR Jugoslawien | Schleyerhalle, Stuttgart |
| 15. März 1998 | (12:8)   |       |                | Schleyerhalle, Stuttgart |
| 15. März 1998 |          |       |                | Schleyerhalle, Stuttgart |

### Finale
| 15. März 1998 | Deutschland                    | 18:16  | Frankreich | Schleyerhalle, Stuttgart Zuschauer: 5.200 |
| 15. März 1998 | meiste Tore: Aaron Ziercke (7) | (8:11) |            | Schleyerhalle, Stuttgart Zuschauer: 5.200 |
| 15. März 1998 |                                |        |            | Schleyerhalle, Stuttgart Zuschauer: 5.200 |

## Abschlussplatzierungen
(Kader teilweise unvollständig)
| Platz | Nation          | Spieler | Trainer           |
| ----- | --------------- | --- | ----------------- |
| 1.    | Deutschland     | Henning Fritz, Jan Holpert, Henning Wiechers, Aaron Ziercke, Klaus-Dieter Petersen, Erik Göthel, Holger Löhr, Stephan Krebietke, Steffen Weber, Heiko Karrer, Nils Lehmann, Stefan Kretzschmar, Bogdan Wenta, Daniel Stephan, Martin Schwalb, Christian Schwarzer                                       | Heiner Brand      |
| 2.    | Frankreich      | Jackson Richardson, Guéric Kervadec, Stéphane Joulin, Stéphane Stoecklin, Guillaume Gille, Jérôme Fernandez | Daniel Costantini |
| 3.    | Russland        | Andrei Lawrow, Pawel Sukosjan, Igor Lawrow, Eduard Kokscharow, Oleg Kuleschow, Denis Kriwoschlykow, Lew Woronin, Oleg Chodkow, Eduard Moskalenko, Oleg Grebnew, Roman Serikow, Wjatscheslaw Gorpischin, Sergei Pogorelow, Dmitri Filippow, Alexei Rastworzew                                            | Wladimir Maximow  |
| 4.    | BR Jugoslawien  | Zoran Đorđić, Dejan Perić, Nenad Puljezević, Dragan Škrbić, Vladimir Matović, Jovan Kovačević, Vladimir Jelesić, Vladimir Stanojević, Nedeljko Jovanović, Marko Krivokapić, Igor Butulija, Ivan Lapčević, Vladimir Petrić, Vladan Matić, Dragan Sudžum, Branko Kokir                                    | Zoran Živković    |
| 5.    | Schweden        | Jesper Larsson, Peter Gentzel, Martin Boquist, Christian Ericsson, Ola Lindgren, Marcus Wallgren, Johan Petersson, Stefan Lövgren, Jocum Hansson-Wigerup, Pierre Thorsson, Henrik Andersson, Magnus Andersson, Andreas Larsson, Ljubomir Vranjes, Anders Lindqvist, Thomas Sivertsson, Martin Frändesjö | Bengt Johansson   |
| 6.    | Deutschland (B) | Axel Geerken, Christian Ramota, Mike Bezdicek, Achim Schürmann, Maik Machulla, Sven Lakenmacher, Ingo Strauß, Henning Siemens, Jochen Schönmann, Frank von Behren, Edgar Schwank, Michael Jahns, Markus Baur, Heiko Grimm, Florian Kehrmann, Mirko Bernau                                               | Bob Hanning       |
| 7.    | Kroatien        | Valter Matošević, Venio Losert, Egon Paljar, Goran Jerković, Mario Bjeliš, Vladimir Šujster, Zvonimir Bilić, Nenad Kljaić, Milanko Caprić, Petar Metličić, Davor Dominiković, Slavko Goluža, Zoran Mikulić, Tomislav Farkaš                                                                             | Velimir Kljaić    |
| 8.    | Rumänien        | Ștefan Laufceac, Sorin Toacsen, Dragoș Dobrescu, Ionel Radu, Mircea Muraru, Ioan Tase, Rudi Prisăcaru, Florin Baciu, Petru Pop, Ovidiu Mihăilă, Ciprian Beșta, Eugen Bota, Titel Răduță, Eremia Pârâianu                                                                                                | Gheorghe Goran    |